# Manel Alonso i Català
Manel Alonso i Català (Puzol, Valencia; 22 de agosto de 1962) es un escritor, editor y periodista español.

## Biografía
Ha participado en la fundación de las revistas L'Aljamia, XIII Premi dels Escriptors a la Difusió y Lletres Valencianes, así como de Brosquil edicions después de haber pasado por la dirección de diversas editoriales como Germania Serveis Gràfics , 7 i mig editorial de poesia colabora en la actualidad en Editorial Neopàtria. Ha colaborado en las publicaciones periódicas Saó, El Temps, Levante, Caràcters, L'Illa (revista), Camacuc, L'Aiguadolç, Daina, Revista Postal, L'Horabaixa, Laberint, Tirant al blanc, L'Esment, S'Esclop, La Lluna en un Cove, así como en la prensa digital: L'Informatiu, Pica'm, Portal del llibre y El Punt.
Es autor de libros infantiles: Bernat y sus amigos (2001), Els cinc enigmes del rei (2000), ¡Caray, que aventura! (2004), El pendiente del tío de Juan (2003), La Calderona es nuestra (2008), Cuento contado, cuento comenzado (2007) y Conta'm un conte (2008). También ha escrito libros de cuentos: El carrer dels Bonsais (2000) y novelas: La maledicció del silenci (1992), Escola d'estiu (1994) y En el mar de les Antilles (1998). Su expressió poética se reúne de momento en seis poemarios: Amb els plànols del record (1994), Oblits, mentides i homenatges (1998), Un gest de la memòria (1998), Com una òliba (2002), Correspondència de guerra (2009), Si em parles del desig (2010) y una antología: Les hores rehabilitades (2002). En la colección Els llibres de l'Aljamia ha editado los dietarios Estiu 1987 (2006)  El temps no vol quedar penjat (2008) y A mala hora gos no lladra (2010). Parte de su obra ha sido traducida al español, al italiano y al vasco.

## Obra

### Poesía
1. A tu, del viatger estrany. Prólogo de Vicent Ferrer. Edición de autor, 1986; Quaderns de Rafalell. Prólogo de Vicent Penya. L'Aljamia 1996.
2. Amb els plànols del record. Alcira: Germania Serveis Gràfics, 1994.
3. Oblits, mentides i homenatges. Prólogo de Francesc Viadel. Alcira: 7 i mig editorial de poesia, 1998.
4. Un gest de la memòria. Prólogo de Ernest Farrés. Valencia: Edicions de la Vorera, 1999.
5. Com una òliba. Prólogo de Pasqual Mas. Alicante: Editorial Aguaclara, 2002.
6. Les hores rehabilitades (Antología 1986-2002). Prólogo de Josep Vicent Frechina. Valencia: Brosquil Edicions, 2002.
7. Correspondència de guerra. Prólogo de Josep Antoni Fluixà. Alicante. Editorial Aguaclara, 2009.
8. Si em parles del desig. Prólogo de Josep Manuel Sanabdon. Benicarló. Onada edicions, 2010.
9. Quadern dels torsimanys/Cuaderno de los trujimanes. Alcira. Editorial Germania, 2012. ISBN 978-84-92587-99-5

### Novela
1. La maledicció del silenci. Valencia: Camacuc, 1992; Valencia: Brosquil edicions, 2007.
2. Escola d'estiu. Alcira: Germania Serveis Gràfics, 1994.
3. En el mar de les Antilles. Barcelona: Oikos-Tau, 1998; Valencia: Brosquil edicions, 2006.

### Narrativa breve
1. El carrer dels Bonsais. Prólogo de Arantxa Bea. Catarroja: Publicaciones del ayuntamiento de Catarroja, 2000.
2. Els somriures de la pena. Prólogo de Germán Vigo. Benicarló: Onada edicions, 2011.
3. L'ombra del bou.  Alzira: Editorial Neopàtria, 2016.

### Infantil y juvenil
1. Bernat i els seus amics. Alcira: Germanies Serveis Gràfics, 1996; Valencia: Brosquil edicions, 2001.
2. Els cinc enigmes del rei. Alacuàs: Abril-Prodidacta, 2000.
3. Caram, quina aventura! Meliana: Ayuntamiento de Meliana, 2000; Valencia: Brosquil edicions, 2006.
4. Deixa't atrapar [Liblo colectivo]. Alcira: 7 i mig editorial, 2000.
5. L'arracada de l'oncle Joan. Valencia: Brosquil edicions, 2003.
6. La Calderona és nostra. Valencia: Brosquil edicions, 2003.
7. Conte contat torna a començar. Valencia: Brosquil edicions, 2006.
8. Conta'm un conte. Valencia: Brosquil, 2008.

### Ensayo
1. Estiu 1987. Dietari. Rafelbuñol: Llibres de L'Aljamia, 2005.
2. El temps no vol quedar penjat. Dietari dels primers noranta. Rafelbuñol: Llibres de L'Aljamia, 2008.
3. A mala hora gos no lladra. Dietari de l'1 de gener fins a l'1 d'agost del 2001. Rafelbuñol: Llibres de L'Aljamia, 2010.
4. Cròniques des de l'infern'. Benicarló: Onada edicions, 2013. ISBN 978-84-15221-92-0

### Obras traducidas

#### Al español
Escuela de verano [Escola d'estiu]. Mataró: Literatura y Ciencia, S.L., 1995 (Trad. Mònica Maragall).
Sabanas de fuego [Llençols de foc] [libro colectivo]. Dentro del libro Camino de la palabra. Segorbe: Fundación Max Aub, 2000.
El pendiente del tío Juan [L'arracada de l'oncle Joan]. Valencia: Brosquil edicions, 2003.
Bernat y sus amigos [Bernat i els seus amics]. Valencia: Brosquil edicions, 2003.
¡Caray, que aventura! [Caram, quina aventura!]. Valencia: Brosquil edicions, 2004.
Atrapar el viento. Valencia: Brosquil edicions, 2005.
La gata Perla. Valencia: Brosquil edicions, 2006.
Cuento contado, cuento empezado [Conte contat torna a començar]. Valencia: Brosquil edicions, 2007.
La Calderona es nuestra [La Calderona és nostra]. Valencia: Brosquil edicions, 2007.

#### Al vasco
Arraioa hau da hau abentura [Caram, quina aventura!]. Bilbao: Ediciones Mensajero, 2005 (Trad. Mari Eli Ituarte).
Bernat eta bere lagunak [bernat i els seus amics]. Bilbao: Ediciones Mensajero, 2005 (Trad. Mari Eli Ituarte).

#### Al italiano
Via dei Bonsai [El carrer dels Bonsais]. Alghero (Italia): Edizioni Nemapress, 2014 (Traducción de Emanuela Forgetta). ISBN 978-88-7629-106-7

## Premios
1. Accésit al VI Certamen Literari Vila de Puçol, en la modalitat de narrativa, 1987: Cartes a Vicent.
2. Accésit al VIII Certamen Literari Vila de Puçol en la modalitat d'assaig, 1989: La veu d'un poble.
3. XXVI Premi Ventura i Gassol: per a una part del llibre Oblits, mentides i homenatges.
4. Certamen de Poesia d'Almussafes (1997): per a una part del llibre Oblits, mentides i homenatges.
5. VI Premi de Poesia Francesc Bru (1997): per a una part del llibre Oblits, mentides i homenatges.[1]
6. VI Premi de Narrativa Francesc Bru (1997): per al conte Baixant de la Calderona incluido en el libro colectivo Històries a la llum del cresol.
7. Segundo premio de poesía de los XIII Certamen Literari Ciutat de la Vall d'Uixó (1997): para una parte del libro Oblits, mentides i homenatges.
8. Premis Octubre de Poesia de Sant Vicent del Raspeig (1998): Un gest de la memòria.
9. Finalista al I Premi de Narrativa Camp de Morvedre (1999): por la narració Perquè l'amor és un somni editada dentro del libro colectivo  L'idil·li de les fúries i altres relats.
10. Premi de Narrativa Benvingut Oliver (1999): El carrer dels Bonsais.
11. X Premi Empar de Lanuza de Narrativa Infantil (2000): Caram, quina aventura!
12. Premi Gorgos de Poesia (2001): Com una òliba.
13. X Premi Samaruc (2002): al millor llibre infantil editat l'any anterior per Caram, quina aventura!
14. XIII Premi de Poesia Paco Mollà (2008): Correspondència de guerra.
15. XVII Premi Samaruc (2009): al millor llibre infantil editat l'any anterior per Conta'm un conte.
16. X Premi de Poesia Antoni Matutano (2009): Si em parles del desig.